# پادشاهی میسور

نقشه پادشاهی میسور در ۱۷۸۴ میلادی

پادشاهی میسور، حکومتی در جنوب هند بود، باور سنتی بر این است که این پادشاهی در ۱۳۹۹ در اطراف شهر امروزی میسور بنا نهاده‌شده‌است. این حکومت که توسط دودمان وادیار اداره می‌شد در آغاز تیول امپراطوری ویجایاناگارا بود. با افول امپراطوری ویجایاناگارا پادشاهی مستقل شد. در سده ۱۷ میلادی شاهد گسترش پیوسته مرزهای آن هستیم، به طوری که در زمان زمامداری ناراساراجا وادیار اول و چیکا دواراجا وادیار، پادشاهی بخش‌های بزرگی از آنچه امروزه کارناتاکای جنوبی و تامیل نادو بود ضمیمه خود کرد و به سرزمینی قدرتمند در جنوب دکن تبدل شد.

## تاریخچه

### تاریخ اولیه
منابع تاریخ این پادشاهی شامل کتیبه‌های سنگی و مسی متعدد موجود ، اسناد کاخ میسور و منابع ادبی معاصر به زبان‌های کانارا، فارسی و سایر زبان‌ها است.  طبق روایات سنتی، این پادشاهی در ابتدا به عنوان یک ایالت کوچک مستقر در شهر مدرن میسور آغاز شد و توسط دو برادر، یادورایا (همچنین با نام ویجایا شناخته می‌شود) و کریشناریا تأسیس شد. ریشه‌های آنها در افسانه‌ها غرق شده و هنوز مورد بحث است. در حالی که برخی از مورخان منشأ شمالی آن را در دوارکا می‌دانند ،  برخی دیگر آن را در کارناتاکا قرار می‌دهند.  گفته می‌شود که یادورایا با چیکادِواراسی، شاهزاده خانم محلی، ازدواج کرد و عنوان فئودالی "وودیار" ( کانارا : ಒಡೆಯರ್ ، رومی شده:  Oḍeyar ، به معنای واقعی کلمه "ارباب") را به خود اختصاص داد، که سلسله بعدی آن را حفظ کرد.  اولین اشاره صریح به خانواده وودیار در ادبیات کانارا قرن شانزدهم از زمان سلطنت پادشاه ویجایاناگارا، آچیوتا دوا رایا (1529-1542) است. قدیمی‌ترین کتیبه موجود، که توسط خود وودیارها صادر شده است، به حکومت تیماراجا دوم، رئیس قبیله، در سال 1551 برمی‌گردد.  

### استقلال: پیشرفت‌ها و عقب‌گردها
پادشاهان بعدی تا زمان زوال امپراتوری ویجایاناگارا در سال 1565 به عنوان دست نشانده حکومت می‌کردند. در این زمان، پادشاهی به سی و سه روستا گسترش یافته بود که توسط نیرویی متشکل از 300 سرباز محافظت می‌شدند.  پادشاه تیماراجا دوم برخی از خان‌سالاری‌های اطراف را فتح کرد،  و پادشاه بولا چاماراج چهارم ( به معنای "طاس")، اولین حاکم با اهمیت سیاسی در میان آنها، از پرداخت خراج به پادشاه اسمی ویجایاناگارا، آراویدو رامارایا، خودداری کرد .  پس از مرگ آراویدو رامارایا، وودیارها شروع به ابراز وجود بیشتر کردند و پادشاه راجا وودیار اول کنترل سریرانگاپاتنا را از فرماندار ویجایاناگارا ( مهامندالشوارا )، آراویدو تیرومالا، به دست گرفت - تحولی که، اگر تنها پس از وقوع ، رضایت ضمنی ونکاتاپاتی رایا ، پادشاه فعلی امپراتوری تضعیف شده ویجایاناگارا که از چاندراگیری حکومت می‌کرد، را به دنبال داشت .  دوران سلطنت راجا وودیار اول همچنین شاهد گسترش ارضی با الحاق چاناپاتنا به شمال از جاگادوا رایا بود  - تحولی که میسور را به یک عامل سیاسی منطقه‌ای قابل توجه تبدیل کرد. 
در نتیجه، تا سال‌های 1612-1613، وودیارها خودمختاری زیادی داشتند و اگرچه سلطه اسمی سلسله آراویدو را به رسمیت می‌شناختند ، اما خراج و انتقال درآمد به چاندراگیری متوقف شد. این در تضاد آشکار با دیگر روسای بزرگ، نایاک‌های کشور تامیل بود که تا دهه 1630 به پرداخت مالیات به امپراتوران چاندراگیری ادامه می‌دادند.  چاماراجا ششم و کانتیراوا ناراساراجا اول تلاش کردند تا به سمت شمال گسترش یابند، اما توسط سلطنت بیجاپور و زیردستان مراتا آنها خنثی شدند ، اگرچه ارتش‌های بیجاپور به رهبری رنادالله خان در محاصره سریرانگاپاتنا در سال 1638 به طور مؤثر دفع شدند.  جاه‌طلبی‌های توسعه‌طلبانه سپس به سمت جنوب و به کشور تامیل معطوف شد، جایی که ناراساراجا وودیار، ساتیامانگالام (در منطقه شمالی ارود امروزی ) را به دست آورد، در حالی که جانشین او ، دودادا دواراجا وودیار ، پس از دفع موفقیت‌آمیز رؤسای مادورای ، مناطق غربی تامیل ارود و دارماپوری را بیشتر گسترش داد . تهاجم نایاکاهای کلادی از مالناد نیز با موفقیت دفع شد. پس از این دوره، یکی از تغییرات پیچیده ژئوپلیتیکی رخ داد، زمانی که در دهه 1670، مراتاها و مغول‌ها به دکن حمله کردند. 
چیکا دواراجا (حکومت: 1672-1704)، برجسته‌ترین پادشاه اولیه میسور، که در بیشتر این دوره حکومت کرد، نه تنها توانست از شرایط اضطراری جان سالم به در ببرد، بلکه قلمرو خود را نیز گسترش دهد. او این کار را با ایجاد اتحادهای استراتژیک با مراتاها و مغول‌ها انجام داد .  این پادشاهی به زودی گسترش یافت و سالم و بنگلور را در شرق، حسن را در غرب، چیکاماگالورو و تومکور را در شمال و بقیه کویمباتور را در جنوب در بر گرفت.  با وجود این گسترش، این پادشاهی که اکنون سهم قابل توجهی از زمین‌های قلب جنوب هند را در بر می‌گرفت و از گات‌های غربی تا مرزهای غربی دشت کوروماندل امتداد داشت، همچنان محصور در خشکی و بدون دسترسی مستقیم به ساحل باقی ماند. تلاش‌های چیکا دواراجا برای رفع این مشکل، میسور را با روسای نایاکا از ایکری و پادشاهان ( راجاس ) از کوداگو (کورگ امروزی) درگیر کرد . که بین آنها به ترتیب ساحل کانارا (مناطق ساحلی کارناتاکای امروزی) و منطقه تپه‌ای بین آنها را کنترل می‌کردند.  این درگیری نتایج متفاوتی به همراه داشت، به طوری که میسور، پریاپاتنا را ضمیمه خود کرد اما در پالوپاره شکست خورد. 
با این وجود، از حدود سال 1704، زمانی که پادشاهی به "پادشاه بی‌صدا" ( موکاراسو ) کانتیراوا ناراساراجا دوم منتقل شد ، بقا و گسترش پادشاهی با انجام یک بازی ظریف اتحاد، مذاکره، فرمانبرداری در مواقعی و الحاق قلمرو از همه جهات حاصل شد. به گفته مورخان سانجی سوبرامانیام و ستو مادهاوا رائو ، میسور اکنون رسماً خراجگزار امپراتوری مغول بود. سوابق مغول ادعا می‌کنند که میسور به طور منظم خراج ( پِشکَش ) پرداخت می‌کرد. با این حال، مورخ سوریانات یو. کامات معتقد است که مغولان ممکن است میسور را متحد خود می‌دانستند، وضعیتی که ناشی از رقابت مغول-مراتا برای برتری در جنوب هند بود.  تا دهه 1720، با افول امپراتوری مغول، پیچیدگی‌های بیشتری با ساکنان مغول در آرکوت و سیرا که خراج مطالبه می‌کردند، به وجود آمد.  سال‌های پس از آن، کریشناراج وودیار اول با احتیاط در این مورد گام برداشت و در عین حال روسای کوداگو و مراتاها را از خود دور نگه داشت. پس از او، چاماراجا وودیار هفتم به سلطنت رسید که در طول سلطنتش قدرت به دست نخست‌وزیر ( دالوای یا دالاووی ) نانجاراجیا (یا نانجاراجیا) و سروزیر ( سارودهیکاری ) دواراجایا (یا دواراجا) افتاد، برادران بانفوذی از شهر کلاله در نزدیکی نانجنگود که برای سه دهه آینده حکومت کردند و وودیارها به روسای اسمی تنزل یافتند.  بخش پایانی حکومت کریشناراج دوم شاهد تحت الشعاع قرار گرفتن سلطنت‌های دکن توسط مغول‌ها بود و در آشفتگی ناشی از آن، حیدر علی ، کاپیتان ارتش، به شهرت رسید.  پیروزی او بر مراتهه‌ها در بنگلور در سال 1758، که منجر به الحاق قلمرو آنها شد، او را به چهره‌ای نمادین تبدیل کرد. به افتخار دستاوردهای او، پادشاه به او لقب «نواب حیدر علی خان بهادر» را داد. 

### در زمان حیدرعلی و تیپو سلطان
نوشتار‌های اصلی: جنگ‌های انگلیس و میسور و جنگ مراتا-میسور
حیدرعلی به دلیل مهارت‌های جنگی و تیزبینی اداری‌اش، جایگاه مهمی در تاریخ کارناتاکا به دست آورده است.  ظهور حیدرعلی در زمانی رخ داد که تحولات سیاسی مهمی در شبه قاره رخ داد. در حالی که قدرت‌های اروپایی مشغول تبدیل خود از شرکت‌های تجاری به قدرت‌های سیاسی بودند، نظام به عنوان سوبهدار مغول‌ها، جاه‌طلبی‌های خود را در دکن دنبال می‌کرد و مراتاها، پس از شکست در پانی‌پات ، به دنبال پناهگاه‌های امن در جنوب بودند. این دوره همچنین شاهد رقابت فرانسوی‌ها با بریتانیایی‌ها برای کنترل کارناتیک بود - رقابتی که در نهایت بریتانیایی‌ها در آن پیروز شدند، زیرا سر ایر کوت، فرمانده بریتانیایی ، فرانسوی‌ها را به رهبری کنت د لالی در نبرد وندیواش در سال 1760 قاطعانه شکست داد، نبردی که نقطه عطفی در تاریخ هند بود و برتری بریتانیا را در جنوب آسیا تثبیت کرد.  اگرچه وودیارها در این دوره همچنان روسای اسمی میسور باقی ماندند، اما قدرت واقعی در دست حیدرعلی و پسرش تیپو بود. 
تا سال 1761، قدرت مراتهه کاهش یافته بود و تا سال 1763، حیدرعلی پادشاهی کلادی را تصرف کرد، حاکمان بیلگی ، بدنور و گوتی را شکست داد ، به ساحل مالابار در جنوب حمله کرد و در سال 1766 به راحتی کالیکوت ، پایتخت زامورین، را فتح کرد و پادشاهی میسور را تا داراود و بلاری در شمال گسترش داد.  میسور اکنون یک قدرت سیاسی بزرگ در شبه قاره بود و ظهور برق‌آسای حیدر از گمنامی نسبی و سرکشی او یکی از آخرین چالش‌های باقی مانده برای تکمیل هژمونی بریتانیا بر شبه قاره هند را تشکیل داد - چالشی که غلبه بر آن بیش از سه دهه طول کشید. 
در تلاش برای جلوگیری از ظهور حیدر، بریتانیا با مراتاها و نظام گلکنده متحد شد که به جنگ اول انگلیس و میسور در سال ۱۷۶۷ منجر شد. با وجود برتری عددی، حیدر علی در نبردهای چنگهام و تیرووانامالای شکست خورد . بریتانیایی‌ها پیشنهادهای او برای صلح را نادیده گرفتند تا اینکه حیدر علی به طور استراتژیک ارتش‌های خود را به پنج مایلی مدرس ( چنای امروزی ) منتقل کرد و توانست با موفقیت درخواست صلح کند .  از سال ۱۷۶۴ تا ۱۷۷۲ سه جنگ بین ارتش‌های مراتا از پیشوا مادهاورائو اول علیه حیدر رخ داد که در آن حیدر به شدت شکست خورد و مجبور شد ۳۶ لک (واحد پول پاکستان) به عنوان هزینه‌های جنگ به همراه خراج سالانه ۱۴ لک (واحد پول پاکستان) به پیشوا بپردازد.  در این جنگ‌ها، حیدر طبق معاهده 1769 انتظار حمایت بریتانیا را داشت، اما بریتانیایی‌ها با دوری از درگیری به او خیانت کردند. خیانت بریتانیا و شکست بعدی حیدر، بی‌اعتمادی عمیق حیدر به بریتانیا را تقویت کرد - احساسی که پسرش نیز با او در میان گذاشت و زمینه‌ساز رقابت‌های سه دهه بعدی بین انگلیس و میسور شد. در سال 1777، حیدر علی سرزمین‌های از دست رفته قبلی کورگ و بخش‌هایی از آنچه بعدها ناحیه مالابار نامیده شد را از مراتهه‌ها بازپس گرفت.  ارتش حیدر علی به سمت مراتهه‌ها پیشروی کرد و در نبرد سونشی با آنها جنگید و در همان سال پیروز بیرون آمد. 
تا سال ۱۷۷۹، حیدرعلی بخش‌هایی از تامیل نادو و کرالای امروزی در جنوب را تصرف کرده بود و مساحت پادشاهی را به حدود ۲۰۵۰۰۰ کیلومتر مربع (۸۰۰۰۰ مایل مربع ) گسترش داده بود.  در سال ۱۷۸۰، او با فرانسوی‌ها دوست شد و با مراتاها و نظام صلح کرد.  با این حال، مراتاها و نظام به حیدرعلی خیانت کردند و آنها نیز با بریتانیایی‌ها پیمان بستند. در ژوئیه ۱۷۷۹، حیدرعلی ارتشی ۸۰۰۰۰ نفری، عمدتاً سواره نظام، را رهبری کرد و از میان روستاهای در حال سوختن، از گذرگاه‌های گات‌ها عبور کرد و سپس قلعه‌های بریتانیایی در شمال آرکوت را محاصره کرد و جنگ دوم انگلیس و میسور را آغاز کرد . حیدرعلی در ابتدا موفقیت‌هایی در برابر بریتانیایی‌ها داشت، به‌ویژه در پلی‌لور ، که بدترین شکستی بود که بریتانیایی‌ها تا چیلیانوالا و آرکوت در هند متحمل شده بودند، و تا زمان ورود سر ایر کوت، زمانی که بخت و اقبال بریتانیایی‌ها شروع به تغییر کرد.  در اول ژوئن 1781، کوت اولین ضربه سنگین را در نبرد سرنوشت‌ساز پورتو نوو به حیدرعلی وارد کرد . این نبرد با احتمال پنج به یک توسط کوت پیروز شد و به عنوان یکی از بزرگترین شاهکارهای بریتانیایی‌ها در هند شناخته می‌شود. پس از آن، نبرد سخت دیگری در پلی‌لور (صحنه پیروزی قبلی حیدرعلی بر نیروی بریتانیایی) در 27 اوت رخ داد که در آن بریتانیایی‌ها موفقیت دیگری کسب کردند و یک ماه بعد، نیروهای میسور در شولینگور شکست خوردند . حیدرعلی در 7 دسامبر 1782 درگذشت، حتی با وجود اینکه جنگ با بریتانیایی‌ها ادامه داشت. پسرش تیپو سلطان جانشین او شد که با بازپس‌گیری بایدانور و منگلور به خصومت علیه بریتانیایی‌ها ادامه داد. 
تا سال 1783، نه بریتانیایی‌ها و نه میسور نتوانستند پیروزی قطعی و کاملی به دست آورند. فرانسوی‌ها پس از توافق صلح در اروپا ، حمایت خود را از میسور قطع کردند .  تیپو، که به "ببر میسور" معروف بود، بدون هیچ واهمه‌ای به جنگ علیه بریتانیایی‌ها ادامه داد، اما برخی از مناطق کارناتاکای ساحلی مدرن را به آنها واگذار کرد. جنگ مراتاها-میسور بین سال‌های 1785 تا 1787 رخ داد و شامل مجموعه‌ای از درگیری‌ها بین سلطنت میسور و امپراتوری مراتاها بود.  پس از پیروزی تیپو سلطان علیه مراتاها در محاصره بهادر بندا ، توافق‌نامه صلحی بین دو پادشاهی با سود و زیان متقابل امضا شد.  به طور مشابه، پیمان منگلور در سال 1784 امضا شد که خصومت‌ها با بریتانیایی‌ها را به طور موقت و نگران‌کننده‌ای متوقف کرد و سرزمین‌های دیگران را به وضعیت قبل از جنگ بازگرداند .  این معاهده سندی مهم در تاریخ هند است زیرا آخرین باری بود که یک قدرت هندی شرایط خود را به بریتانیایی‌ها دیکته می‌کرد، بریتانیایی‌هایی که مجبور بودند نقش درخواست‌کنندگان فروتن صلح را بازی کنند. شروع خصومت‌های جدید بین بریتانیایی‌ها و فرانسوی‌ها در اروپا می‌توانست دلیل کافی برای تیپو باشد تا معاهده خود را لغو کند و جاه‌طلبی خود را برای ضربه زدن به بریتانیایی‌ها بیشتر کند.  تلاش‌های او برای جلب نظر نظام، مراتاها، فرانسوی‌ها و سلطان ترکیه برای دریافت کمک نظامی مستقیم بی‌نتیجه ماند. 
حملات موفقیت‌آمیز تیپو در سال 1790 به پادشاهی تراوانکور ، که بعدها متحد بریتانیا شد، با شکست او پایان یافت و منجر به خصومت‌های بیشتر با بریتانیا شد که در جنگ سوم انگلیس و میسور به اوج خود رسید .  در آغاز، بریتانیایی‌ها با تصرف منطقه کویمباتور ، دستاوردهایی کسب کردند ، اما ضدحمله تیپو بسیاری از این دستاوردها را خنثی کرد. تا سال 1792، با کمک مراتاها که از شمال غربی حمله کردند و نظام که از شمال شرقی وارد شدند، بریتانیایی‌ها به رهبری لرد کورنوالیس با موفقیت سریرانگاپاتنا را محاصره کردند که منجر به شکست تیپو و پیمان سریرانگاپاتنا شد . نیمی از میسور بین متحدان تقسیم شد و دو پسر او به عنوان باج اسیر شدند.  تیپو که تحقیر شده بود اما شکست‌ناپذیر بود، به بازسازی قدرت اقتصادی و نظامی خود پرداخت. او تلاش کرد تا مخفیانه حمایت فرانسه انقلابی ، امیر افغانستان، امپراتوری عثمانی و عربستان را جلب کند. با این حال، این تلاش‌ها برای درگیر کردن فرانسوی‌ها خیلی زود برای بریتانیایی‌ها آشکار شد، که در آن زمان در مصر با فرانسوی‌ها می‌جنگیدند و توسط مراتاها و نظام حمایت می‌شدند. در سال 1799، تیپو در دفاع از سریرانگاپاتنا در جنگ چهارم انگلیس و میسور کشته شد و پایان استقلال پادشاهی را اعلام کرد.  مورخان مدرن هند، تیپو سلطان را دشمن دیرینه بریتانیایی‌ها، مدیری توانمند و مبتکر می‌دانند. 

### ایالت شاهزاده‌نشین
پس از سقوط تیپو، بخشی از پادشاهی میسور ضمیمه و بین ریاست مدرس و نظام تقسیم شد . قلمرو باقی مانده به یک ایالت شاهزاده‌نشین تبدیل شد؛ فرزند پنج ساله خانواده وودیار، کریشناراج سوم ، بر تخت سلطنت نشست و پورنایا به عنوان دیوان ، که پیش از این تحت فرمان تیپو خدمت کرده بود، به عنوان نایب‌السلطنه امور را اداره می‌کرد و بری کلوز به عنوان مقیم بریتانیا در میسور منصوب شد . سپس بریتانیایی‌ها کنترل سیاست خارجی میسور را به دست گرفتند و همچنین خراج سالانه و یارانه‌ای برای نگهداری ارتش دائمی بریتانیا در میسور مطالبه کردند.  پورنایا به عنوان دیوان، خود را با مدیریت مترقی و نوآورانه‌اش متمایز کرد تا اینکه در سال 1811 پس از شانزدهمین سالگرد تولد پادشاه پسر از خدمت بازنشسته شد (و اندکی پس از آن درگذشت). 
سال‌های پس از آن شاهد روابط صمیمانه بین میسور و بریتانیا بود تا اینکه در دهه 1820 اوضاع رو به وخامت گذاشت. اگرچه فرماندار مدرس ، توماس مونرو ، پس از تحقیقات شخصی در سال 1825 تشخیص داد که ادعاهای مربوط به تخلفات مالی مطرح شده توسط ای. اچ. کول ، ساکن وقت میسور، بی‌اساس است، اما شورش ناگار (یک شورش مدنی) که در اواخر دهه آغاز شد، اوضاع را به طور قابل توجهی تغییر داد. در سال 1831، بلافاصله پس از شورش و با استناد به سوء مدیریت، بریتانیا کنترل مستقیم ایالت شاهزاده‌نشین را به دست گرفت و آن را تحت قانون کمیسیون قرار داد .  برای پنجاه سال بعدی، میسور تحت حاکمیت کمیسرهای متوالی بریتانیا قرار گرفت. سر مارک کابون ، که به خاطر سیاستمداری‌اش مشهور بود، از سال 1834 تا 1861 خدمت کرد و یک سیستم اداری کارآمد و موفق را برقرار کرد که میسور را به یک ایالت توسعه‌یافته تبدیل کرد. 
با این حال، در سال‌های 1876-1877، در اواخر دوره حکومت مستقیم بریتانیا، میسور دچار قحطی ویرانگری شد که آمار مرگ و میر آن بین 700000 تا 1100000 نفر، یا تقریباً یک پنجم جمعیت، متغیر بود.  اندکی پس از آن، مهاراجه چاماراج دهم ، که در سیستم بریتانیایی تحصیل کرده بود، در سال 1881، پس از موفقیت لابی‌ای که توسط سلسله وودیار که طرفدار توزیع بود، ایجاد شده بود، حکومت میسور را به دست گرفت . بر این اساس، یک افسر بریتانیایی مقیم در دربار میسور و یک دیوان برای اداره امور مهاراجه منصوب شدند.  از آن زمان به بعد، تا استقلال هند در سال 1947، میسور همچنان یک ایالت شاهزاده‌نشین در امپراتوری هند بریتانیا باقی ماند و وودیارها به حکومت خود ادامه دادند. 
پس از درگذشت مهاراجه چاماراج دهم، کریشناراجا چهارم ، که هنوز پسری یازده ساله بود، در سال 1895 به تخت سلطنت نشست. مادرش، ماهارانی کمپاراجامانیاوارو، تا زمان به قدرت رسیدن کریشناراجا در 8 فوریه 1902 به عنوان نایب‌السلطنه حکومت کرد.  مهاراجه تحت حکومت او، با سر ام. ویسوِسوایارا به عنوان دیوان او، شروع به تبدیل میسور به یک ایالت مترقی و مدرن، به ویژه در صنعت، آموزش، کشاورزی و هنر کرد. گام‌های میسور به حدی بود که مهاتما گاندی مهاراجه را "پادشاه مقدس" ( راجاریشی ) نامید.  پل برانتون ، فیلسوف و شرق‌شناس بریتانیایی، جان گونتر ، نویسنده آمریکایی و لرد ساموئل ، دولتمرد بریتانیایی ، تلاش‌های حاکم را ستودند. بسیاری از کارهای پیشگامانه در زیرساخت‌های آموزشی که در این دوره انجام شد، در دهه‌های آینده به طور ارزشمندی به کارناتاکا خدمت کرد.  مهاراجه موسیقیدانی چیره‌دست بود و مانند اسلاف خود، مشتاقانه از توسعه هنرهای زیبا حمایت می‌کرد.  پس از او، برادرزاده‌اش جایاچاماراجندرا به قدرت رسید که حکومتش تا چند سال پس از امضای سند الحاق و پیوستن میسور به اتحادیه هند در 9 آگوست 1947 ادامه یافت.  جایاچاماراجندرا تا سال 1956 به عنوان راجاپراموخ میسور حکومت کرد، تا اینکه در نتیجه قانون سازماندهی مجدد ایالت‌ها در سال 1956 ، سمت او به فرماندار ایالت میسور تبدیل شد . از سال 1963 تا 1966، او اولین فرماندار ایالت مدرس بود